# Valerio Zurlini
Valerio Zurlini (Bologna, 19 marzo 1926 – Verona, 26 ottobre 1982) è stato un regista e sceneggiatore italiano.

## Biografia
La sua famiglia si trasferisce da Bologna a Roma con lui ancora ragazzo, per cui si trova a frequentare il liceo presso una severa e rigida scuola di Gesuiti, l'Istituto Massimiliano Massimo. Terminati gli studi liceali, Zurlini trascorre l'ultima vacanza spensierata a Riccione (se ne ricorderà poi in Estate violenta) e poi decide di arruolarsi nel Corpo Italiano di Liberazione.

### Gli inizi
Nel dopoguerra si laurea in legge e segue corsi di storia dell'arte. Dopo una prima esperienza di teatro universitario presso la Facoltà di lettere di Roma, si reca a Milano dove lavora per un anno e mezzo come aiuto regista al neonato Piccolo Teatro. Tra il 1949 e il 1952 realizza alcuni cortometraggi in cui dà prova di un notevole spirito di osservazione, iniziando a collaborare con il compositore Mario Nascimbene. Questi cortometraggi venivano all'epoca distribuiti in abbinamento a film in proiezione nelle sale, e tra le molte persone che vedono i suoi lavori c'è anche Pietro Germi che lo segnala alla Lux Film, una delle più importanti case di produzione cinematografica.

### Primi lungometraggi
Nel 1952 l'ingegner Gatti, dirigente della Lux, decide finalmente di affidargli la direzione di un lungometraggio. Dopo un anno trascorso tra la presentazione di vari copioni, tutti puntualmente respinti (ma in quest'anno Zurlini trova anche il tempo di collaborare con John Huston che è in Campania per girare Il tesoro dell'Africa), è la stessa Lux a imporgli l'adattamento da Vasco Pratolini di Le ragazze di San Frediano, che esce nel dicembre 1954.
Pur ricevendo vasti consensi sia di critica che di pubblico, passano ben cinque anni prima che esca il secondo film. Di mezzo c'è il progetto di Guendalina, che Zurlini vorrebbe portare sullo schermo, ma che il produttore Carlo Ponti affida, con sua grande delusione, ad Alberto Lattuada, nonché la scrittura di La ragazza con la valigia (titolo di Peppino Patroni Griffi), fatta leggere da Enrico Medioli a Suso Cecchi D'Amico che la approva. La sua firma sulla sceneggiatura gli varrà comunque nel 1958 il Nastro d'argento.

### Il consenso
Zurlini passa così alla Titanus e riesce a realizzare Estate violenta (1959), storia d'amore tra uno studente e una donna matura ambientata a Riccione negli anni della seconda guerra mondiale, e La ragazza con la valigia (1961), una delle migliori interpretazioni di Claudia Cardinale. Questi due film lo rivelano al grande pubblico come regista attento ai risvolti psicologici e all'introspezione drammatica dei personaggi.
Nel 1962 presenta alla Mostra di Venezia un film ancora una volta tratto da Pratolini, Cronaca familiare, che vince il Leone d'oro ex aequo con L'infanzia di Ivan di Andrej Tarkovskij. Segue nel 1965 la regia di Le soldatesse, una storia ambientata nel 1942 nella Grecia occupata dagli Italiani. Il film segna un momento di crisi nell'attività di Zurlini, che per la seconda volta si vede portar via un progetto (Il giardino dei Finzi Contini, che verrà poi realizzato da Vittorio De Sica).
Nello stesso periodo, Zurlini ha l'opportunità di tornare al teatro per dirigere tre lavori, e di girare per la televisione alcune serie di filmati pubblicitari andati in onda in Carosello: tra questi ricordiamo gli spot per la Lebole (1964) con Armando Francioli e quelli girati con Mina per la Barilla in due serie (1965 e 1970).
Nel 1968 presenta a Cannes il suo lavoro successivo, Seduto alla sua destra, nato come film collettivo sul Vangelo (prevedeva cinque episodi diretti da cinque registi diversi), ma poi dilatato fino ad assumere le dimensioni di un film autonomo. Il film, ispirato alle vicende del Congo e di Patrice Lumumba, sarà molto contestato dalla stampa e quasi ignorato dal pubblico. Girato in sole due settimane e con un budget ridottissimo, Seduto alla sua destra si avvale comunque dell'apporto creativo di due collaboratori di talento, lo sceneggiatore Franco Brusati e il montatore Franco Arcalli.
Nel 1972 Zurlini torna al drammatico con La prima notte di quiete, interpretato e prodotto da Alain Delon, Sonia Petrovna, Lea Massari e Giancarlo Giannini. Il soggetto risaliva a otto anni prima e faceva parte di un'ambiziosa trilogia mai realizzata, in cui si intrecciava il destino di una famiglia all'interno delle vicende dell'Italia coloniale. Film amaro e controverso, con la sceneggiatura dell'amico Enrico Medioli che aveva già scritto per lui La ragazza con la valigia, La prima notte di quiete all'inizio contestato dalla critica, viene molto apprezzato dal pubblico. Si rivela il maggior successo commerciale del regista e uno dei film più visti dell'anno. Il film è stato restaurato nel 2000 dalla Philip Morris.
Nel 1973 Zurlini si cimenta nella regia teatrale de La strega, con Anna Proclemer, Mario Feliciani, Daniela Nobili, Virgilio Zernitz. Autrice del lavoro è la stessa Proclemer, che si firma con lo pseudonimo di Elizabeth Berger. Intanto Zurlini comincia a lavorare a un progetto sulla vita di san Paolo, che non vedrà mai la luce. L'ultimo suo lavoro, la trasposizione cinematografica de Il deserto dei tartari di Dino Buzzati, risale al 1976. Molti registi avevano progettato di portare sullo schermo il romanzo di Buzzati, tra cui Antonioni e Jancsó. Zurlini riuscì a realizzare il progetto grazie alla pervicacia di Jacques Perrin, protagonista del film (e già co-protagonista di La ragazza con la valigia e Cronaca familiare e suo principale finanziatore, e alla scoperta in Iran di una fortezza che si adattava perfettamente all'idea che il regista aveva in mente per ambientare la storia. Il cast di eccezione (oltre a Jacques Perrin, Vittorio Gassman, Giuliano Gemma, Helmut Griem, Philippe Noiret, Fernando Rey, Laurent Terzieff, Max von Sydow, Jean-Louis Trintignant, e con la partecipazione di Lilla Brignone, quale madre del Tenente Drogo) aiutò senza dubbio ad aver un buon successo di critica e di pubblico.

### Ultimi anni
Nonostante il successo dei suoi film, il regista non riuscì più a concretizzare altri progetti; negli ultimi anni Zurlini si dedicò all'insegnamento al Centro Sperimentale di Cinematografia e alla direzione del doppiaggio di film stranieri (tra questi, Il cacciatore (1978) di Michael Cimino). Nei lunghi inverni veneziani scriveva di arte, di cui era grande conoscitore, e di progetti di film che non realizzò mai: oltre a La zattera della medusa, e Verso Damasco, Di là dal fiume e tra gli alberi, tratto da un romanzo di Ernest Hemingway, e Sole nero, ricostruzione della storia di Luciano Luberti, detto il "boia di Albenga". Morì a Verona, a cinquantasei anni, per i postumi di un'emorragia gastroenterica dovuta alla cirrosi epatica di cui soffriva, il 26 ottobre 1982.

## Riconoscimenti
L'anno si riferisce all'anno della cerimonia di premiazione.
- 1958
  - Nastro d'argento per il miglior soggetto insieme a Leo Benvenuti, Piero De Bernardi e Alberto Lattuada per Guendalina
- 1961
  - Candidatura Palma d'oro al Festival di Cannes per La ragazza con la valigia
- 1962
  - Leone d'oro ex aequo alla Mostra internazionale d'arte cinematografica di Venezia per Cronaca familiare
- 1963
  - Candidatura Nastro d'argento per la miglior sceneggiatura insieme a Mario Missiroli e Vasco Pratolini per Cronaca familiare
- 1965
  - Candidatura Gran Premio al Festival cinematografico internazionale di Mosca per Le soldatesse
- 1977
  - Nastro d'argento per la miglior regia per Il deserto dei Tartari
  - David di Donatello per la miglior regia per Il deserto dei Tartari ex aequo con Mario Monicelli per Un borghese piccolo piccolo

## Filmografia

### Regista

#### Documentari
- Sorrida prego (1944)
- Racconto del quartiere - cortometraggio (1949)
- Favola del cappello (1949)
- Miniature (1950)
- Pugilatori - cortometraggio (1951)
- Il blues della domenica sera - cortometraggio (1951)
- Soldati in città - cortometraggio (1952)
- La stazione - cortometraggio (1952)
- Il mercato delle facce - cortometraggio (1952)
- Ventotto tonnellate - cortometraggio (1953)
- Serenata da un soldo - cortometraggio (1953)
- Il paradiso all'ombra delle spade (1963)

#### Lungometraggi
- Le ragazze di San Frediano (1954)
- Estate violenta (1959)
- La ragazza con la valigia (1961)
- Cronaca familiare (1962)
- Le soldatesse (1965)
- Seduto alla sua destra (1968)
- Come, quando, perché, coregia con Antonio Pietrangeli (1969)[2]
- La promessa - film TV (1970)
- La prima notte di quiete (1972)
- Il deserto dei tartari (1976)

### Sceneggiatore
- La stazione, regia di Valerio Zurlini - cortometraggio documentario (1952)
- Il mercato delle facce, regia di Valerio Zurlini - cortometraggio documentario (1952)
- Ventotto tonnellate, regia di Valerio Zurlini - cortometraggio documentario (1953)
- Serenata da un soldo, regia di Valerio Zurlini - cortometraggio documentario (1953)
- Guendalina, regia di Alberto Lattuada (1957)
- Estate violenta, regia di Valerio Zurlini (1959)
- La ragazza con la valigia, regia di Valerio Zurlini (1961)
- Cronaca familiare, regia di Valerio Zurlini (1962)
- Le soldatesse, regia di Valerio Zurlini (1965)
- Seduto alla sua destra, regia di Valerio Zurlini (1968)
- Il giardino dei Finzi-Contini, regia di Vittorio De Sica - non accreditato (1970)
- La prima notte di quiete, regia di Valerio Zurlini (1972)
- Il deserto dei tartari, regia di Valerio Zurlini (1976)
- Gli occhiali d'oro, regia di Giuliano Montaldo (1987)
- Lo scialo, regia di Franco Rossi - miniserie TV (1987)

## Scritti
Gli anni delle immagini perdute. Pagine di un diario veneziano, introduzione di Vasco Pratolini, pagg. 512, Prandi Editore, Reggio Emilia 1983.
Pagine di un diario veneziano. Gli anni delle immagini perdute, con prefazione di Filippo Tuena, pagg. 232, Mattioli 1885 editore, 2023.